# Stanislaus Min Ko
Stanislaus Min Ko (ur. 1 lutego 1973 w Okpho Township) – birmański duchowny rzymskokatolicki, biskup koadiutor Hpa-an od 2024. 

## Życiorys
Święcenia kapłańskie przyjął 20 grudnia 2003 i został inkardynowany do archidiecezji Rangun. W 2009 został włączony do duchowieństwa nowo powstałej diecezji Hpa-an. Pracował jako duszpasterz parafialny, od 2023 był także przewodniczącym diecezjalnej komisji liturgicznej.
13 lipca 2024 papież Franciszek mianował go biskupem koadiutorem diecezji Hpa-an.
22 września 2024 otrzymał święcenia biskupie. Udzielił mu ich kardynał Charles Maung Bo. 